# Françoise Mailliard
Françoise Marguerite Béatrice Mailliard-Turbil (ur. 18 grudnia 1929 w Paryżu, zm. 7 czerwca 2017 tamże) – francuska florecistka, wielokrotna medalistka mistrzostw świata.
Podczas mistrzostw świata w Kopenhadze w 1952 roku Francuzki w składzie: Kate Bernheim, Odette Drand, Renée Garilhe, Françoise Gouny, Lylian Guyonneau i Françoise Mailliard zdobyły srebrny medal w zawodach drużynowych. W rywalizacji drużynowej zdobywała następnie srebrne medale na mistrzostwach świata w Brukseli (1953), mistrzostwach świata w Rzymie (1955) i mistrzostwach świata w Londynie (1956) oraz brązowe na mistrzostwach świata w Luksemburgu (1954) i mistrzostwach świata w Filadelfii (1958).
Wystartowała na igrzyskach olimpijskich w Rzymie w 1960 roku, gdzie drużynowo zajęła piąte miejsce.